# Bình Trưng Đông
Bình Trưng Đông là một phường thuộc thành phố Thủ Đức, Thành phố Hồ Chí Minh, Việt Nam.

## Địa lý
Phường Bình Trưng Đông nằm ở phía nam thành phố Thủ Đức, có vị trí địa lý:
- Phía đông giáp phường Phú Hữu
- Phía tây giáp phường Bình Trưng Tây
- Phía nam giáp phường Cát Lái
- Phía bắc giáp phường An Phú.

Phường có diện tích 3,31 km², dân số năm 2021 là 31.825 người,  mật độ dân số đạt 9.614 người/km².

## Hành chính
Phường Bình Trưng Đông được chia thành 15 khu phố đánh số từ 1 đến 15

## Lịch sử
Trước đây, phường Bình Trưng Đông thuộc Quận 2, Thành phố Hồ Chí Minh, được thành lập vào ngày 6 tháng 1 năm 1997 trên cơ sở 345 ha diện tích tự nhiên và 10.496 người của xã Bình Trưng, huyện Thủ Đức cũ.
Ngày 9 tháng 12 năm 2020, Ủy ban thường vụ Quốc hội ban hành Nghị quyết 1111/NQ-UBTVQH14 về việc thành lập thành phố Thủ Đức trên cơ sở sáp nhập toàn bộ diện tích và dân số của Quận 2, Quận 9 và quận Thủ Đức, phường Bình Trưng Đông thuộc thành phố Thủ Đức như hiện nay.